# Чезаре Мердзагора
Чезаре Мердзагора е италиански политик и банкер. Председател на Сената на Италия между 1953 и 1967 г. Министър на външната търговия между 1947 и 1949 г. През 1964 г. в продължение на няколко месеца временно изпълнява длъжността на държавен глава на страната. Двукратен кандидат за президент на Италия през 1955 и 1962 г.

## Биография
Роден е и израства в Милано. По време на Първата световна война е доброволец в армията, като получава сребърен медал за военна доблест и се уволнява в чин лейтенант. През 1920 г. постъпва на работа в Търговската банка на Италия. По-късно е изпратен като неин представител в клона ѝ в България. Мердзагора е един от благодетелите на футбола в България като основава отбора Булкомит и му осигурява собствено игрище. Предлага на отбора на ФК 13 финансова помощ при условие, че тимът стане част от Булкомит. Предложението обаче е отказано от ФК 13. Поддържа добри отношения с някои от най-популярните футболист по това време. Помага на българския национал Георги Костов (Циц) да се спаси от покушение и да постъпи на работа като банков служител в Италия.
През Втората световна война Мердзагора участва в антифашистката съпротива и оглавява икономическата комисия на Комитета за национално освобождение Алта Италия. През 1947 г. министър-председателят Алчиде де Гаспери го назначава за министър на външната търговия. От 1948 до 1963 г. е член на италианския сенат от листите на Христиандемократическата партия, макар официално да не е неин член. Между 1950 и 1952 г. е президент на Народната банка на Милано.
През 1955 г. е кандидат-президент на Италия от листата на Христиандемократите. Левите сили в парламента се обявяват срещу кандидатурата му, за да нанесат политически удар по лидера на партията Аминторе Фанфари. Мердзагора получава над 200 гласа в парламента в три поредни тура, но нито един кандидат не събира необходимите 2/3 от гласовете. На четвъртия тур обаче Мердзагора не участва, а партията застава зад Джовани Гронки, който и печели изборите. През 1962 г. отново участва в президентските избори като независим кандидат, но не получава широка подкрепа.
През 1964 г. като председател на Сената става изпълняващ функциите на държавен глава, след като президентът Антонио Сегни подава оставка поради болест. Това е единственият такъв случай в историята на Италия. Между 1972 и 1976 г. е член на Либералната партия, а след това отново е независим политик.
От 1963 г. е пожизнен сенатор. Между 1968 и 1979 г. е президент на Assicurazioni Generali.